# ワークス・チーム
ワークス・チームとは2輪及び4輪の自動車等製造会社が、自己資金で自チームを組織しレース参戦する場合のチームを指す名称で、プライベート・チーム（あるいはプライベーター・チーム）と対になる言葉である。
この語は英語では企業の参画するスポーツチーム全般（いわゆる「実業団」）を指し、モータースポーツにおける語としては factory-backed（） が用いられる。ワークス・チームと同義の言葉として「ファクトリー・チーム」という言葉が使用される場合もある。

## 解説
基本的には自社が市販する自動車やブランドの宣伝を名目として活動を行う。
多くの自動車メーカーは、もともとの経済力の高さに加え、子会社・関連部品会社からのスポンサーを得やすいため、基本的にはプライベーターよりも資金面で有利である。また技術面でも、市販車を改造する競技カテゴリではその市販車についてどのチームより熟知しているため、性能アップのための改造（チューニング）に関し有利なのが普通である。
そうした事情から、一般的にワークス・チームはプライベーター（非自動車メーカー系チーム）より好成績を収めることが多い。ただし市販車とレーシングカーの開発ノウハウは相違点が多いため、老舗の有力プライベーターがワークスを圧倒するのもよく見られる光景である。
レース運営者の側に立つならば、有名自動車メーカーの名を戴くチームが参戦するということは、自動車ファンはもちろん一般人の耳目を集めることもできるため、いかにメーカーに魅力ある規則を作り、誘致できるかが重要な課題となる。ただし宣伝を名目としているということは会社の利益と密接に結びついているということでもあるため、会社の経営方針や世界経済の情勢次第では簡単に撤退してしまうというリスクは高い。ワークスが多数参入する→勝ち目の無いプライベーターたちが撤退する→ワークスたちも加熱する開発競争に音を上げて一斉に撤退という連鎖で、いともたやすくカテゴリが衰退・崩壊してしまうという事例は古今東西跡を絶たない。
ワークスチームに所属しているドライバーの事を「ワークスドライバー」と称する事が多かったが、2015年頃よりワークスチームとしてエントリーできないレースの増加からワークスチームは車両のみ制作し、レースの現場作業はサテライトに委託する形が一般的となり、ワークスチームに所属しながらワークスチームでレースをしないドライバーが多くなったことから、ワークスチームと契約しているドライバーに関しては「ファクトリードライバー」という呼称が一般的となっている。
ワークスと密接な関係にあるプライベーターチームには、ワークスと同じマシンが貸与される場合もあり、そういった場合は『セミワークス』あるいは『サテライトチーム』などと呼ばれる。一方でワークスカーの開発・製造に深く関与しているものの、自社によるレーシングチームの運営は行っていない企業や、「レース参戦が主目的の会社が市販車のシャシーを製造・販売している」ような複雑な事情の場合、これらをワークスに含めるかどうかについては意見が分かれる。このように、ある企業やチームを「ワークス」と称するか否かの線引きは曖昧である。
この場合、ワークス支援が消滅してもチーム自体は継続参戦できる場合と、ワークスとともに撤退してしまう場合の双方のケースが存在する。
なお大手自動車メーカーの直系であったとしても、ディーラー（販売店）がメーカーの支援なく独自に運用しているチームは、一般的にはプライベーターチームに分類される。
広義では、部品メーカー（タイヤ、ブレーキパッド、オイルなど）が自社製品の技術開発・プロモーションを目的に、自社で資金を負担しレーシングチームを運営したり、自社製品を無償でチームに供給したりする場合も、ワークスと称することがある。特に自動車メーカーの直接の参戦が無い全日本プロドリフト選手権（D1グランプリ）においては、大手チューニングパーツメーカーが主体的に参戦を行っているものをワークスと呼称している。

## 主なワークスチーム

### 四輪

#### 現存するチーム
- フェラーリ - スクーデリア・フェラーリ
- メルセデス・ベンツ・グループ - メルセデスベンツ・グランプリLtd.（メルセデスAMG F1）
- 日産自動車 - ニスモ（日産モータースポーツ&カスタマイズ）
- トヨタ自動車 - TOYOTA GAZOO Racing（旧トヨタ・モータースポーツ、トヨタ・チーム・ヨーロッパ、トヨタF1）
- SUBARU - スバルテクニカインターナショナル
- 三菱自動車工業 - ラリーアート
- ダイハツ工業 - D-SPORTレーシングチーム
- アルピーヌ（アルピーヌ・カーズ）- アルピーヌ・レーシングLtd.（アルピーヌF1、旧ルノースポール、旧ルノーF1）
- プジョー - プジョー・スポール
- シトロエン - シトロエン・レーシング（旧シトロエン・スポール）
- フィアット/ランチア/アルファロメオ - アバルト
- アウディ - アウディ・スポーツ、アウディ・フォーミュラ・レーシング
- BMW - BMWモータースポーツ
- ポルシェ - ポルシェ・モータースポーツ
- オペル - オペル・モータースポーツ
- セアト - クプラ・レーシング（旧セアトスポーツ）
- シュコダ - シュコダ・モータースポーツ
- 現代自動車 - ヒョンデ・モータースポーツ
- Lynk & Co - シアン・レーシング（元ボルボ）
- ゼネラル・モーターズ - コルベット・レーシング/キャデラック・レーシング
- フォード - フォード・パフォーマンス
- ラーダ - ラーダ・スポーツ
- カマズ - カマズ・マスター・チーム
- ヴェンチュリ - モナコ・スポーツ・グループ（MSGレーシング）

以下の企業については、現在本社を通じてのチーム運営を行っていないため、ワークス・チームに含めるかどうか議論がある。
- 本田技研工業 米国支社（アメリカン・ホンダ・モーター・カンパニー）- ホンダ・レーシング USA（旧ホンダ・パフォーマンス・ディベロップメント、アキュラ、ほか）
- トヨタ自動車 - トヨタ・レーシング・ディベロップメント[3]
- アストンマーティン・ラゴンダ - AMR GP Ltd.（アストンマーティンF1、旧レーシング・ポイントUK Ltd.）

以下は自動車メーカーではないが、ワークス・チームに部類されることが多い。
- BLITZ
- 無限（現:M-TEC）[4]
- レッドブル・レーシング（レッドブル・テクノロジー、レッドブル・パワートレインズ）

#### かつてのワークスチーム
既に消滅したチーム、あるいはチームとしては現存するが資本関係の変化によりワークスから外れたチーム。
- マツダ - マツダスピード
- フォード・モーター - スチュワート・グランプリ→ジャガー・レーシング
- 日産自動車 - 追浜ワークス、大森ワークス（現NISMO）
- 本田技研工業 - ホンダ・レーシング・F1チーム、ホンダ・レーシング・ディベロップメント
- トヨタ自動車 - トヨタチームトムス[5]、オール・アメリカン・レーサーズ
- 三菱自動車工業 - MMSP
- ヤマハ発動機 - イプシロン・テクノロジーUK[6]
- アルファロメオ - アウトデルタアルファ・コルセ（ドイツツーリングカー選手権・第1期において）
- メルセデス・ベンツ（ダイムラー） - AMGメルセデス（同上）、マクラーレン[7]
- BMW - BMWザウバー[8]
- ダイハツ工業 - ダイハツ・レーシング・サービス（DRS）[9]
- スズキ - スズキスポーツ[10]
- ルノー - ルノースポール、ARTグランプリ[11]
- フォルクスワーゲン - フォルクスワーゲン・モータースポーツ[12]

### 二輪
- 本田技研工業 - ホンダ・レーシング
- ヤマハ発動機 - ヤマハ・モーター・レーシング
- スズキ - スズキ・MotoGP
- 川崎重工業 - カワサキ・モータース・レーシング
- ドゥカティ - ドゥカティ・コルセ
- MVアグスタ - MV Agusta Spa